# Зендель, Петер
Петер Зендель (нем. Peter Sendel, 6 марта 1972 года, Ильменау, округ Зуль, ГДР) — немецкий биатлонист, олимпийский чемпион по биатлону (1998), серебряный призёр Олимпийских игр (2002), двукратный чемпион мира, призёр чемпионатов мира. Бронзовый призёр в розыгрыше малого хрустального глобуса в индивидуальных гонках сезона 1999/2000. Участник «World Team Challenge» или «Рождественской гонки» 2003 и 2004 с подругой по команде Катрин Апель.                                                                                                                                                                                 
Завершил карьеру в начале сезона 2004/2005.